# マウゴジャータ・ディデック
マウゴジャータ・ディデック（Małgorzata Dydek, 1974年4月28日 - 2011年5月27日）は、ポーランド・ポズナニ出身の女子バスケットボール選手。WNBAのロサンゼルス・スパークスに所属し、女子バスケットボール選手の中でも史上最長身の「218cm」を誇る選手として知られた（2025年現在は張子宇に更新されている）。

## 経歴・人物
ポーランド出身の女子バスケットボール選手として、現在に至るまで最も顕著な成績を挙げた選手である。ポーランド語読みが難しいことから、アメリカでは“Margo Dydek”（マルゴ・ディデック）と呼ばれることが多い。ポジションはセンターである。2000年のシドニー五輪および2001年、2003年のヨーロッパ女子選手権ポーランド代表選手に選ばれた。
マウゴジャータ・ディデックは生まれた時から「身長55cm」と長身の赤ん坊だったという。12歳からバスケットボールを始め、1992年からプロの女子バスケットボール選手となった。最初はポーランド国内、フランス、スペインのチームでプレーしていた。1998年5月に初めてアメリカへ渡り、WNBAのドラフト前キャンプに参加した。1999年からWNBAの選手となり、「ユタ・スターズ」にドラフト1位指名で入団する。このチームは2003年からテキサス州に移って「サンアントニオ・シルバースターズ」という名称に変更された。2005年のシーズンオフで、ディデックはサンアントニオ・シルバースターズからトレードされ、コネティカット・サンに移籍した。2008年からはロサンゼルス・スパークスに移籍し、2010年シーズンまで在籍した。
WNBAでは2006年シーズンまでのディデックの生涯通算ブロック数は811本で、現在リーグ歴代1位。シーズンごとの平均ブロック数も、新人だった1998年から2003年まで連続でリーグ首位、2005年と2006年にも1位をマークした。2001年のオーランド・ミラクル戦で12得点、11リバウンド、10ブロックと3つのカテゴリで2桁をあげ、WNBA史上2度目のトリプルダブルを達成した。ブロックのほか、ディデックは多くのシーズンでフィールドゴール成功率、フリースロー成功率、平均リバウンド数でリーグ上位10内に入っており、安定した活躍を見せていた。
WNBAはヨーロッパのリーグと重ならない場合が多いため、ディデックはWNBAのオフシーズンにポーランドのチームでプレーすることもあった。2001年にポーランド・リーグの決勝でMVPに選出され、2000年にはポーランドの「最優秀女子スポーツ選手」に選ばれた。
2011年5月27日、オーストラリアのブリスベーンに構えていた自宅にて心臓発作を起こし、搬送先の病院で死亡が確認された。37歳没。

## クラブ経歴

### ヨーロッパ
- 「オリンピア・ポズナニ」 (Olimpia Poznań)　（ポーランド、1992年 - 1994年）
- 「バレンシア・オリンピックスポーツ連盟」 (Union Sportive Valenciennes Olympic)　（フランス、1994年 - 1996年）
- 「プール・ヘタフェ」 (Pool Getafe)　（スペイン、1996年 - 1998年）
- 「ロトス・グディニア」 (Lotos Gdynia)　（ポーランド、1998年 - 2004年。このクラブは何度も名称変更を経てきている）

### WNBA
- 「ユタ・スターズ」／「サンアントニオ・シルバースターズ」　（1998年 - 2005年）
- 「コネティカット・サン」　（2005年 - 2008年）
- 「ロサンゼルス・スパークス」　（2008年 - 2010年）

## マルゴルザタ問題
2000年9月のシドニーオリンピックでポーランド女子代表選手が紹介された時、日本の新聞で彼女の名前が誤読され、「マルゴルザタ・ディデク」という名前で報道された。これはポーランド語の読み方に独特の難しさがあることから生じたものである。
ポーランドの首都・ワルシャワ在住のジャーナリストが、彼女のポーランド語読みを日本語に転写すると「マウゴジャータ・ディデック」になることを指摘した（本記事の外部リンクを参照。）。ポーランド人の名前は、日本語の片仮名転写が非常に至難であることを物語る、最近の例として知られる。また、冒頭でも述べたように、アメリカでも彼女は「マルゴ・ディデック」と略して呼ばれることが多い。

## 脚註
1. ↑  Margo Dydek, Towering Women’s Basketball Center, Dies at 37 ニューヨーク・タイムズ 2011年5月27日閲覧